# Pabatjma
Fille de la lignée des rois de Nubie, Pabatjma est l'épouse de Kachta, roi koushite. Selon plusieurs spécialistes, elle donne à ce dernier plusieurs enfants, dont Piânkhy, qui reprend le contrôle d'une grande partie de l'Égypte, de Chabaka qui deviendra roi un peu après Piânkhy, ainsi qu'Amenardis Ire, qui devient divine adoratrice d'Amon à partir de 710 AEC.

## Attestations et identification
Pabatjma est mentionnée sur une statue de sa fille Amenardis Ire, aujourd'hui au Caire (42198). Elle est également mentionnée sur un chambranle de porte d'Abydos.

### Identification avec la reine Pabtaméry
| G40 | U23 | X1 · D58 · D41 | N16 · U7 | A51 |

| G40 | U23 | X1 · D58 · D41 | N16 · U7 | A51 |

Il est possible, mais en aucun cas certain, que Pabatjma soit identique à une femme royale nommée Pabtaméry (Pa-abt-ta-méry). Une stèle d'Abydos appartenant à un général nommé Pekatror raconte comment ce général a été appelé par Osiris pour l'enterrement de sa mère Pabtaméry qui portait le beau nom de Méres-Nip (« bien-aimée de Napata » ou « celle qui aime Napata »). Elle porte les titres de chanteuse d'Amon, de sœur du roi, de fille du roi et de mère de l'adoratrice du dieu. 
On a suggéré que Pabtaméry était une égyptianisation du nom Pabatjma. Le problème de cette identification est que Pabtaméry porte des titres légèrement différents de ceux enregistrés pour Pabatjma sur d'autres monuments. En outre, le titre de fille de roi est légèrement problématique car il n'y a pas de roi connu qui pourrait être son père. Pekatror n'est pas un fils de roi, et ces faits pourraient indiquer que Pabtaméry est une épouse inconnue. Frédéric Payraudeau, quant à lui, soutient l'identification entre Pabatjma et Pabtaméry du fait de la similitude de leur nom et de leurs titres.

## Généalogie
Pabatjma est l'épouse de Kachta, ainsi que peut-être sa sœur. Elle est également a priori la soeur d'Alara.
Il a également plusieurs enfants, dont certains ne sont pas assurés :
En tant qu'épouse de Kachta, elle est la mère de certains de ses enfants :
- la divine adoratrice d'Amon Amenardis Ire : une statue d'Amenardis Ire mentionne qu'elle est la fille de Kachta et de Pabatjma[5] ;
- la reine Peksater : elle était la fille de Kachta et Pabatjma, elle était mariée à Piânkhy et a été enterrée à Abydos[5], elle est peut-être morte alors qu'elle accompagnait Piânkhy dans une campagne en Égypte[4] ; Laming et Macadam suggèrent qu'elle était une fille adoptive de Pabatjma[3] ;
- le roi Piânkhy : il s'agit probablement d'un fils de Kachta car son épouse Peksater est décrite comme sœur royale sous son règne ; il est peut-être un fils de Pabatjma[6] ;
- le roi Chabaka : mentionné comme un frère d'Amenardis Ire, il est donc un fils de Kachta et Pabatjma[7],[4],[8] ;
- la reine Abar : épouse de Piânkhy, son titre de sœur du roi pourrait indiquer qu'elle est également fille royale, donc de Kachta et Pabatjma[7] ;
- le général Pekatror : enterré à Abydos, il est indiqué sur sa stèle qu'il est le fils de la reine Pabtaméry, identifiée par certains à la reine Pabatjma ; si l'identification est correcte, alors il est également le fils de Kachta[5] ;
- la reine Khensa : épouse de Piânkhy, elle est considérée comme une fille de Kachta[4] et peut-être de Pabatjma[7] ;
- la princesse Néferoukakachta : elle est peut-être une fille de Kachta[4] et de Pabatjma[7] ;
- la princesse Méritamon : elle est enterrée à Abydos, il s'agit peut-être de la fille de Kachta[5] et donc peut-être de Pabatjma ;
- le prince Ptahmaakhérou : il est enterré à Abydos, il s'agit peut-être du fils de Kachta[5] et donc peut-être de Pabatjma.